# Праварасена II

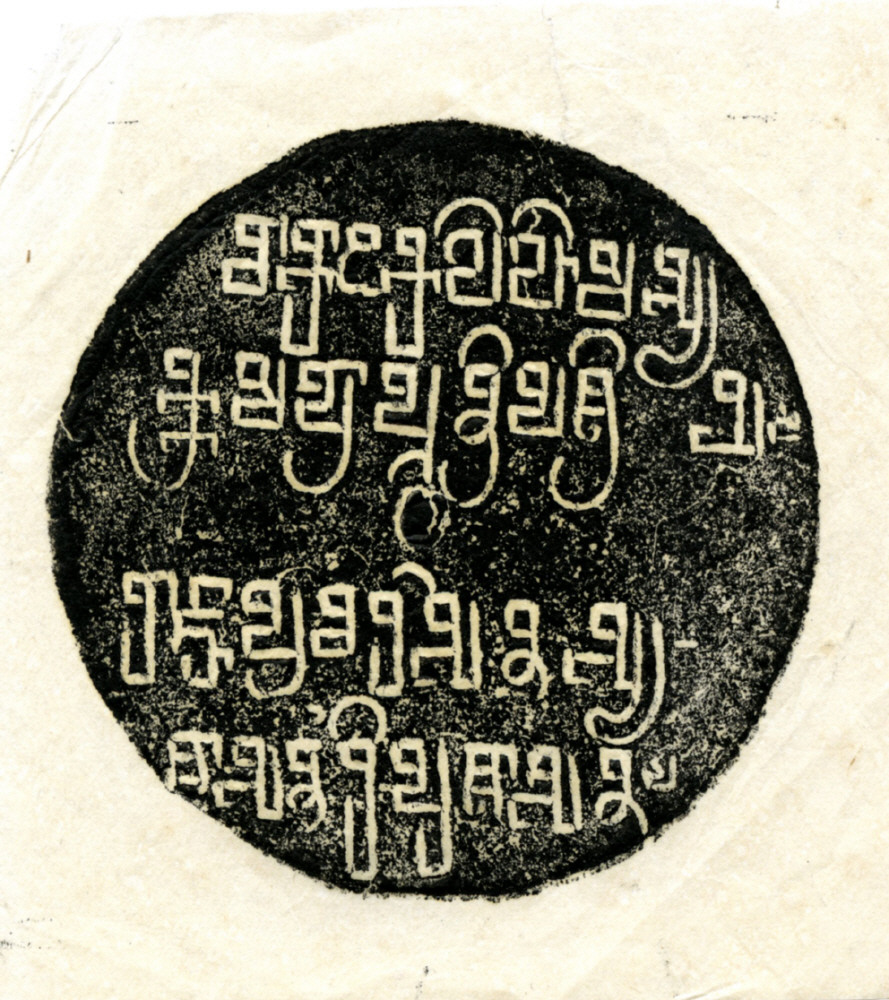
Печатка Праварасени II

Праварасена II (д/н — 450/455) — магараджа Праварапури в 415/420—450/455 роках.

## Життєпис
Походив з династії Вакатака. Другий син магараджи Рудрасени II і Прабхаватігупти, доньці магараджахіраджи Чандрагупти II. Тривалий час вважався з Дамодарасеною однією особою, але 1982 року було знайдено печатку на Мірегаонських пластинах, де зазначено, що Прабхаватігупта — «мати видатних махараджів Дамодарасени і Праварасени».

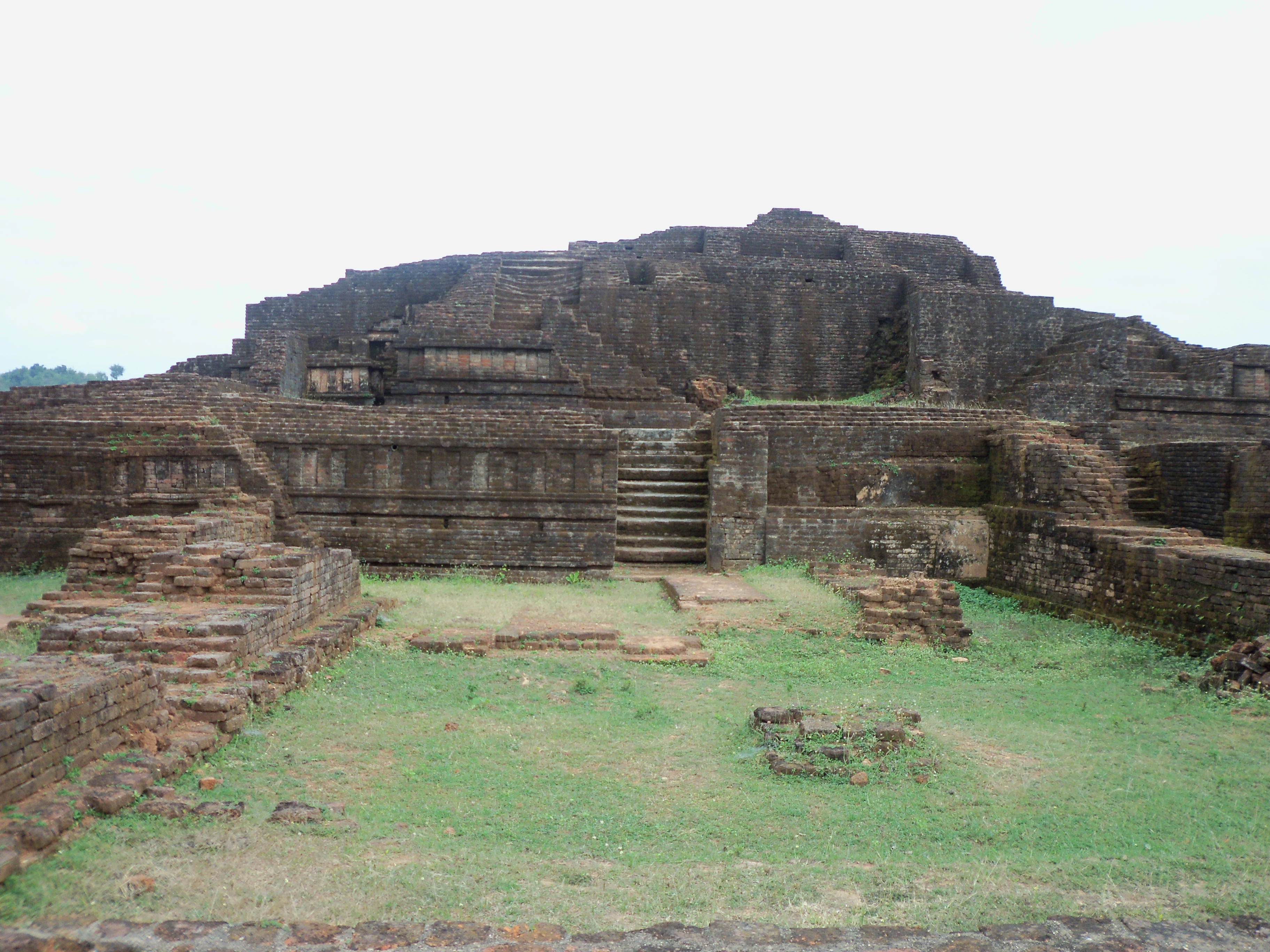
Рештки шиваїстського храму на пагорбі Мансар

Спадкував своєму братові Дамодарасені. Це сталося за різними версіями 410, 419, 420, 422 року. Деякийчас (близько 4 років) регентшею залишалося його мати. За цим змінив релігійну політику, де відмовився від вайшнавізму, ставши підтримувати шиваїстів. Пагорб Мансар (західніше столиці Нандівардхани) перетворив на офіційне державне святилище, присвячене Шиві та його аватарам. Важливим релігійним центром стало місцевість Нараттангаварі. При цьому не забороняв матері підтримувати вішнуїтів. Активно підтримував брагманів грошима і землею, що не оподатковувалася.
Ранні накази Праварасени II були видані зі столиці Нандівардхани, але пізніші — з Праварапури, яке, надумку низки вчених, було засноване і назване на його честь. Топоніми, представлені в численних наказах цього володаря, вказують на те, що його володіння поширювалося на сучасні райони Вардха, Наґпур, Амраваті і Бхандара в Махараштрі, а також на райони Бетул, Чхіндвара та Балагхат у штаті Мадх'я-Прадеш. Для контролю за васальними і підлеглими землями став призначати сенапаті (на кшталт віцекоролів або військових комісарів). Також поступово зменшував владу вождів племен, що стали зватися не радажми, а раджанами. Низка племен і напівнезалежних князівств повністю увійшли до складу держави.
Правління Праварасени II в цілому було досить мирним, оскільки його власні записи та записи його наступників не вказують на військові звитяги. Сам маграджа похвалявся, що в його державі встановлено умови Крітаюги. Одружив спадкоємця Нарендрасену, з донькою володаря Кунтали на ім'я Аджхітабхаттаріка. Особистість цієї принцеси невідома, але її часто ототожнюють з донькою кадамбського дхармамагараджахіраджи Какустхаварманом. Цей шлюб забезпечив південний кордон Вакатаків. Припускають, що Гатоткачагупта, намісник Східної Малви, був одружений з сестрою Праварасени II.
На 23 році панування увійшов на територію імперії Гуптів, оскільки він видав напис, стоячи табором у Тріпурі (поблизу сучасного Джабалпура) на північному березі річки Нармада. Цьому є різні версії: протистояння заграбницькій активності магараджахіраджи Кумарагупті I, або підтримка його зятя Гатоткачагупти у боротьбі за трон зі Скандагуптою. Частково останній версії відповідає напис з храму Кевала Нарасімха (м. Рамтек), де йдеться, що після смерті Гатоткачагупти брат його вдови силою повернув її додому.
В останні роки згадується напруженність на кордонах. Причини цього вбачають в конфлікті з новим магараджахіраджею Скандагуптою або небезпекою, що з'явилася з боку ефталітів. Помер за різними версіями 445, 450, 455, 457 року. Трон спадкував Нарендрасена.

## Творчість
Йому часто приписують авторство поеми пракритом «Сетубандха» (інший варіант назви — «Раванавахо»), в якій детально розповідається про подвиги Рами на Ланці проти демона Равани. Проте низка вчених, зокрема Д. К. Сіркар, через вайшнавітські теми твору ставлять під сумнів авторство Праварасени II. Прихильники останнього вказують на терпість магараджи до вішнуїзму.